# Round Maple
Round Maple е село в Edwardstone, Babergh, Съфолк, Англия. Той има 5 записани сгради, включително The Flushing, Seasons, Quics Farmhouse, Little Thatch и Hathaway Cottage.